# Liste des députés de la préfecture de Yamaguchi
Cette page liste les membres de la Chambre des représentants du Japon élus dans les circonscriptions de la préfecture de Yamaguchi.

## 41elégislature(1996-2000)
| Circonscription |  | Député           | Parti politique |
| --------------- |  | ---------------- | --------------- |
| 1re             |  | Masahiko Kōmura  | PLD             |
| 2e              |  | Shinji Satō (ja) | PLD             |
| 3e              |  | Takeo Kawamura   | PLD             |
| 4e              |  | Shinzō Abe       | PLD             |

## 42elégislature(2000-2003)
| Circonscription |  | Député          | Parti politique |
| --------------- |  | --------------- | --------------- |
| 1re             |  | Masahiko Kōmura | PLD             |
| 2e              |  | Hideo Hiraoka   | PDJ             |
| 3e              |  | Takeo Kawamura  | PLD             |
| 4e              |  | Shinzō Abe      | PLD             |

## 43elégislature(2003-2005)
| Circonscription |  | Député          | Parti politique |
| --------------- |  | --------------- | --------------- |
| 1re             |  | Masahiko Kōmura | PLD             |
| 2e              |  | Hideo Hiraoka   | PDJ             |
| 3e              |  | Takeo Kawamura  | PLD             |
| 4e              |  | Shinzō Abe      | PLD             |

## 44elégislature(2005-2009)
| Circonscription |  | Député                | Parti politique | Commentaire |
| --------------- |  | --------------------- | --------------- | ----------- |
| 1re             |  | Masahiko Kōmura       | PLD             |             |
| 2e              |  | Yoshihiko Fukuda (ja) | PLD             | 2005 – 2008 |
| 2e              |  | Hideo Hiraoka         | PDJ             | 2008 – 2009 |
| 3e              |  | Takeo Kawamura        | PLD             |             |
| 4e              |  | Shinzō Abe            | PLD             |             |

## 45elégislature(2009-2012)
| Circonscription |  | Député          | Parti politique |
| --------------- |  | --------------- | --------------- |
| 1re             |  | Masahiko Kōmura | PLD             |
| 2e              |  | Hideo Hiraoka   | PDJ             |
| 3e              |  | Takeo Kawamura  | PLD             |
| 4e              |  | Shinzō Abe      | PLD             |

## 46elégislature(2012-2014)
| Circonscription |  | Député          | Parti politique |
| --------------- |  | --------------- | --------------- |
| 1re             |  | Masahiko Kōmura | PLD             |
| 2e              |  | Nobuo Kishi     | PLD             |
| 3e              |  | Takeo Kawamura  | PLD             |
| 4e              |  | Shinzō Abe      | PLD             |

## 47elégislature(2014-2017)
| Circonscription |  | Député          | Parti politique |
| --------------- |  | --------------- | --------------- |
| 1re             |  | Masahiko Kōmura | PLD             |
| 2e              |  | Nobuo Kishi     | PLD             |
| 3e              |  | Takeo Kawamura  | PLD             |
| 4e              |  | Shinzō Abe      | PLD             |

## 48elégislature(2017-2021)
| Circonscription |  | Député               | Parti politique |
| --------------- |  | -------------------- | --------------- |
| 1re             |  | Masahiro Kōmura (ja) | PLD             |
| 2e              |  | Nobuo Kishi          | PLD             |
| 3e              |  | Takeo Kawamura       | PLD             |
| 4e              |  | Shinzō Abe           | PLD             |

## 49elégislature(2021-)
| Circonscription |                      | Député               | Parti politique | Commentaire |
| --------------- | -------------------- | -------------------- | --------------- | ----------- |
| 1re             |                      | Masahiro Kōmura (ja) | PLD             |             |
| 2e              |                      | Nobuo Kishi          | PLD             | 2021 – 2023 |
| 2e              | Nobuchiyo Kishi (ja) | 2023 – 2025          | PLD             |             |
| 3e              |                      | Yoshimasa Hayashi    | PLD             |             |
| 4e              |                      | Shinzō Abe           | PLD             | 2021 – 2022 |
| 4e              | Shinji Yoshida (ja)  | 2023 – 2025          | PLD             |             |